# Aphaena najas
Aphaena najas är en insektsart som beskrevs av Schmidt 1906. Aphaena najas ingår i släktet Aphaena och familjen lyktstritar. Inga underarter finns listade i Catalogue of Life.